# Meurtre à Hollywood
Pour plus de détails, voir Fiche technique et Distribution.
Meurtre à Hollywood (Sunset) est un film américain réalisé par Blake Edwards, sorti en 1988.

## Synopsis
À Hollywood, 1929, alors que cinéma muet disparait au profit du cinéma sonore, le producteur et directeur du studio Alfie Alperin veut produire un grand western sur Wyatt Earp, notamment sur la fusillade d'O.K. Corral. Tom Mix obtient le rôle du marshal et le vrai Wyatt Earp est sur le plateau en tant que conseiller technique. Mais avant qu'Earp et Mix puissent commencer le film, ils sont pris dans une vraie affaire d'assassinat, de prostitution et de corruption. Ensemble, ils cherchent le fils disparu de Christina, une ancienne petite amie d'Earp, devenue depuis l'épouse du patron de studio, Alfie Alperin. Ce dernier n'est pas du tout content de cette ancienne amitié.

## Fiche technique
Sauf indication contraire, les informations mentionnées dans cette section peuvent être confirmées par la base de données cinématographiques IMDb,  présente dans la section « Liens externes ».
- Titre français et québécois : Meurtre à Hollywood
- Titre original : Sunset
- Réalisation : Blake Edwards
- Scénario : Blake Edwards, d'après un manuscrit non publié de Rodney Amateau
- Décors : Rodger Maus
- Costumes : Patricia Norris
- Photographie : Anthony B. Richmond
- Montage : Robert Pergament
- Musique : Henry Mancini
- Producteur : Tony Adams
- Sociétés de production : Cecchi Gori Group Tiger Cinematografica, Hudson Hawk Films Ltd., ML Delphi Premier Productions et The Blake Edwards Company
- Sociétés de distribution : TriStar (États-Unis)
- Budget : n/a
- Langues originales : anglais, espagnol
- Genres : policier, thriller
- Durée : 103 minutes
- Dates de sortie[1] :
  - États-Unis : 29 avril 1988
  - France : 10 août 1988

## Distribution
- Bruce Willis (VF : Patrick Poivey) : Tom Mix
- James Garner (VF : Michel Gatineau) : Wyatt Earp
- Malcolm McDowell (VF : Jean-Luc Kayser) : Alfie Alperin
- Mariel Hemingway : Cheryl King
- Kathleen Quinlan (VF : Emmanuelle Bondeville) : Nancy Shoemaker
- Jennifer Edwards (VF : Marie-Brigitte Andréi) : Victoria Alperin
- Patricia Hodge : Christina Alperin
- Richard Bradford (VF : Georges Atlas) : Blackworth
- M. Emmet Walsh : Dibner
- Joe Dallesandro (VF : Luc Bernard) : Dutch Kieffer
- Andreas Katsulas : Arthur
- Dann Florek : Marty Goldberg
- Bill Marcus : Hal Flynn
- Michael C. Gwynne : Mooch
- Dermot Mulroney (VF : Mark Lesser) : Michael Alperin
- Vernon Wells (VF : Edmond Bernard) : Australian Houseman
- Rod McCary : Douglas Fairbanks
- John Fountain : John Gilbert
- Jeffrey Briar : Stan Laurel
- Bevis Faversham : Oliver Hardy
- Vincent Jerman-Jerosa : James Cagney (non crédité)
- Beverly Leech : Thelma Todd (non crédité)

## Production
Le scénario du film s'inspire d'un manuscrit non publié de Rodney Amateau. Il s'inspire de la relation entre l'ancien US Marshal Wyatt Earp et l'acteur Tom Mix. Ce dernier essaiera pendant plusieurs années de développer un film sur Wyatt Earp, sans succès.
Certains personnages fictifs s'inspire de véritables célébrités. Alfie Alperin s'inspire ainsi vaguement de Charlie Chaplin, lui aussi ancien acteur comique devenu réalisateur, producteur et directeur de studio. De plus, le personnage du Happy Hobo rappelle Charlot.
Julie Andrews devait initialement incarner Christina Alperin, mais elle se sent trop jeune pour le rôle.
Le tournage a lieu d'avril à juillet 1987. Il se déroule à en Californie (Santa Susana, Newhall, Hotel Roosevelt, Southern California Railway Museum (en) de Perris, The Ambassador Hotel, Culver City, etc.).

## Commentaires
- James Garner avait déjà joué le rôle de Wyatt Earp dans Sept secondes en enfer, film de John Sturges de 1967.
- L'acteur John Gilbert est ici incarné par son petit-fils John Fountain[2].
- Dans le livre James Garner: You Ought to be in Pictures, James Garner explique ne pas avoir apprécié son expérience de travail  avec Bruce Willis, qu'il jugeait pas assez travailleur[2].
- Le film montre la 1re cérémonie des Oscars de 1929. Le film prend ainsi des libertés historiques car dans la réalité Wyatt Earp est décédé le 13 janvier 1929 et la cérémonie a eu lieu 16 mai 1929[2].